# 159-та окрема механізована бригада (Україна)
159 окрема механізована бригада (159 ОМБр) — механізоване з'єднання Сухопутних військ Збройних сил України. Базується в Миколаївській області. Входить до складу ОК «Південь». Бригаду створено в квітні 2024 року.

## Історія
У квітні 2024 року м. Первомайськ Миколаївської області звітувало про допомогу бригаді: облаштуванні місць проживання, будматеріали, технічне обладнання. Бригада була однією з восьми механізованих бригад, номер яких починався із числа 150, які формувалися наприкінці 2023 — на початку 2024 року.

## Структура
- танковий батальйон[5]

## Озброєння
- танки M-55S[5]

## Командування

### Командири
- на 2025: полковник Демчук Олександр Миколайович[5]

## Символіка
На емблемі бригади, що затверджена 16 липня 2024 р., на блакитному полі зображено золотий петлевий хрест, який уживано як відзнаку в армії Української Народної Республіки, зокрема на прапорі ІІІ Залізної стрілецької дивізії 1920 року.

### Рекрутинг
- https://lobbyx.army/brigades/159-okrema-mekhanizovana-bryhada/